# Uverenje o poreklu
Uverenje o poreklu (eng. C/O ili CO) je dokument koji se široko upotrebljava u međunarodnim trgovinskim razmenama koji svedoči da proizvod u njemu naveden ispunjava određene kriterijume da bi se smatralo da je potekao iz određene zemlje. Uverenje o poreklu obično priprema i popunjava izvoznik ili proizvođač, i može zvanično da ga sertifikuje treće lice. Obično se podnosi carinskom organu zemlje uvoznice da bi obrazložio prihvatljivost proizvoda za ulazak i/ ili njegovo pravo na povlašćeni tretman. 

## Osnove uverenja o poreklu

### Koncept uverenja o poreklu
Primećeno je da Poglavlje 2 Revizirane Kjotove Konvencije daje preciznu definiciju „uverenja o poreklu“. Obim ovog koncepta pokriva samo specijalne oblike izdate od strane ovlašćenog trećeg lica. 
Uverenje o poreklu predstavlja poseban obrazac  identifikovanja robe  u kojme autoritet ili telo ovlašćeno da ga izda izričito potvrđuje da roba na koju se uverenje odnosi potiče iz određene zemlje. Ovo uverenje takođe može uključivati deklaraciju proizvođača, snabdevača, izvoznika ili druge nadležne osobe.

u kojoj je deklaracija o poreklu definisana na sledeći način:
Deklaracija o poreklu predstavlja odgovarajuću izjavu o poreklu proizvedene robe, u vezi njenog izvoza, od strane proizvođača, snabdevača, izvoznika ili druge ovlašćene osobe za trgovinske fakture  ili bilo koji drugi dokument koji se odnosi na robu.
Ipak, ovaj koncept se u praksi koristi u širem smislu, koji takođe obuhvata i samoovlašćene sertifikate, npr. u sporazumu NAFTA. Uzimajući u obzir ove činjenice, Međunarodna trgovinska komora daje jednostavniju i obimniju definiciju koja obuhvata i samoovlašćena i ovlašćena uverenja.

Uverenje o poreklu je važan međunarodni trgovinski dokument koji potvrđuje da je roba u određenoj izvoznoj pošiljci u potpunosti  dobavljena, proizvedena ili obrađena u određenoj zemlji. Ono takođe služi i kao deklaracija  izvoznika.

U okviru ove teme, deklaracija o poreklu će se pominjati zato što je važan dokaz porekla, pored popularnije korišćenog uverenja o poreklu.

### Važnost uverenja o poreklu robe
Uopšteno govoreći, uverenje o poreklu robe je suštinski bitno u međunarodnim trgovinskim razmenama zato što je dokaz koji pokazuje poreklo proizvoda, koje je osnova za utvrđivanje carina i drugih trgovinskih mera koje će biti primenjivane. 
Iako poštovanje pravila porekla u suštini znači da je proizvod kvalifikovan za status porekla i da je zbog toga je stekao pravo na povlašćene carine, u većini slučajeva, zahtev za povlašćene carine mora biti propraćen uverenjem o poreklu predstavljenim carinskom organu u luci ili mestu uvoza. 
Za razliku od izvoznika ili proizvođača, koji su zaduženi za dokazivanje porekla proizvoda nadležnom organu ( ili samoovlašćenom), uvoznik često poseduje malo znanja o tome koliko proizvod ispunjava kriterijume porekla. 
Umesto toga, od uvoznika se zahteva da dostavi dokaz, na primer, uverenje o poreklu koju je izdao ili dobio izvoznik ili proizvođač. Takvo razdvajanje obaveza znači da čak i ako proizvod zaista potiče iz određene zemlje, ukoliko uvoznik ne podnese uverenje o poreklu, to može prouzrokovati zabranu korišćenja robe.
Na primer, pravila o poreklu u sporazumu o slobodnoj trgovini između Čilea i Tajlanda predviđaju:
Članak  4.13: Uverenje o poreklu 

Tvrdnja da je roba prihvatljiva za protekciju po ovom Sporazumu mora biti potkrepljena uverenjem o poreklu koju je izdala strana izvoznica u formi propisanoj u Odeljku A aneksa 4.13 ( Obrazac uverenja  o poreklu robe Čilea, koji je izdao njegov nadležni organ) ili Odeljak B Aneksa 4.13 ( Obrazac uverenja o poreklu robe Tajlanda, izdat od strane nadležnog organa).
Osim sporednih ciljeva, uverenje o poreklu takođe ima određenu ulogu da potvrdi poreklo proizvoda, a samim tim i njegovu vrednost ( na primer, švajcarski satovi). Stoga, uvoznik će možda morati da ga pokaže svojim potrošačima na ciljanom tržištu. U nekim slučajevima, uverenje o poreklu pomaže da se utvrdi da li proizvod može legalno da se uvozi, posebno kada zemlja uvoznica primenjuje zabranu ili sankciju za robu koja potiče iz određenih zemalja.

### Uverenje o poreklu, zemlja porekla i pravila o poreklu
Ovi koncepti su međusobno povezani i ponekad izazivaju zabunu. U osnovi, uverenje o poreklu potvrđuje zemlju porekla proizvoda navedenog u uverenju. Kao što sam pojam označava, zemlja porekla proizvoda se ne odnosi na zemlju izvoznika proizvoda, već na zemlju u kojoj je proizvod napravljen ili proizveden. U mnogo slučajeva zemlja porekla je i zemlja iz koje se izvozi. Međutim, postoje različiti slučajevi u kojima su te zemlje različite. Na primer, izvoznik u zemlji A može da potpiše ugovor sa uvoznikom u zemlji C i nalaže da roba bude isporučena iz zemlje B, gde je ona stvarno napravljena. Što se tiče robe koja nije direktno otpremljena, nadležni organ u tranzitnoj zemlji ponekad može izdati novo uverenje o poreklu na osnovu originalnog, u kojoj se zemlja porekla razlikuje od zemlje tranzita. 

Zemlja porekla se određuje na osnovu zahteva o poreklu predviđenih pravilima o poreklu koja se primjenjuju na dotični proizvod. U najjednostavnijem slučaju, zemlja porekla će biti zemlja u kojoj je proizvod u potpunosti dobijen ili proizveden. Na primer, pirinač koji se uzgaja i bere u Vijetnamu smatra se da je poreklom iz Vijetnama. U slučaju da proizvodnja proizvoda uključuje dve ili više zemalja (npr. Krekeri proizvedeni u Koreji od riže iz Vijetnama), zemlja porekla je definisana kao zemlja u kojoj se proizvodi poslednja značajna ekonomski opravdana obrada ili prerada.

## Izdavanje i verifikacija uverenja o poreklu

### Izdavanje uverenja o poreklu
Za povlašćena i nepovlašćena uverenja o poreklu, njihovo izdavanje zavisi od toga da li je dozvoljena samosertifikacija ili je potrebna ovlašćena sertifikacija.

U slučaju samosertifikacije, izvoznik ili proizvođač će imati pravo da oceni usklađenost svog proizvoda sa važećim kriterijumima porekla. Zatim može izdati uverenje o poreklu koristeći propisani obrazac. Ponekad nema propisanog obrasca, što znači da je izvozniku ili proizvođaču dozvoljeno da jednostavno preda (zakletvu) izjavu o poreklu robe. Deklaracija može biti napravljena na posebnom dokumentu ili uključena u drugi trgovinski dokument, kao što je faktura. 

Tamo gde je potrebna sertifikacija od strane trećeg lica, obično se uverenje o poreklu mora potpisati od strane izvoznika ili proizvođača i od strane lokalnog organa izdavanja, kao što je privredna komora ili carinski organ. Službenik za sertifikaciju može zahtevati od izvoznika ili proizvođača da dostave dokumente koji se odnose na proizvodni proces, ili čak da pregledaju proizvodne prostore. Proces sertifikacije će stoga imati neke troškove, uključujući naknade koje se plaćaju nadležnom organu.

### Odricanje od uverenja o poreklu
Određivanje porekla proizvoda je ključno jer zemlja porekla je osnova za primenu carina i drugih trgovinskih mera. Međutim, uverenje o poreklu nije sistematski potrebno za sve pošiljke. To će zavisiti od trgovinskog režima pod kojim se proizvod uvozi u odredišnu zemlju, kao i od vrednosti tog proizvoda.

Za nepovlašćene svrhe, podnošenje potvrde o poreklu obično nije potrebno, osim ako nije drugačije naznačeno, posebno u periodu kada zemlja uvoznica primenjuje neka trgovinska rešenja za određene proizvode koji potiču iz određenih zemalja. Za povlašćene svrhe, iako je uverenje o poreklu obično obavezno, većina sporazuma predviđa odredbu o izuzeću koji se primenjuje na pošiljke "male vrednosti".

Granica ispod koje uverenje o poreklu nije potrebno se razlikuj od jednog trgovinskog sporazuma do drugog. Stoga je važno da trgovci pažljivo ispitaju važeći trgovinski sporazum kako bi saznali da li će za određenu uvezenu robu biti neophodno uverenje o poreklu. Odredba o izuzeću ili odricanju uverenja o poreklu često se nedvosmisleno navodi u protokolu ili aneksu o pravilima o poreklu relevantnih sporazuma. Oni takođe mogu da provere i uporede pragove za izuzeće različitih trgovinskih sporazuma korišćenjem Pravila o poreklu posrednika, besplatnog alata razvijenog od strane Međunarodnog trgovinskog centra u zajedničkoj inicijativi sa Svetskom carinskom organizacijom(SCO) i Svetskom trgovinskom organizacijom(STO) koji služi da pomogne malim i srednjim preduzećima.

### Provera uverenja o poreklu
Provera je proces koji se izvršava u zemlji uvoznici, kako bi se potvrdio status porekla robe koja su već uvezena. U ovom procesu, proveravanje uverenja o poreklu dostavljenog carinskim organima je bitan korak. Carinski službenik će možda morati da proveri verodostojnost uverenja tako što će uporediti njegov poziv na broj i ispitati potpis i pečat na njegovoj površini. On takođe mora da proveri da li su sva polja uverenja propisno popunjena i da li su informacije u uverenju dosledne onim u drugim trgovinskim dokumentima (npr. trgovačka faktura, konosman). Kada se otkrije da uverenje o poreklu sadrži neke greške, uverenje može biti odbijeno; međutim, male i formalne greške obično nisu osnova za automatsko odbijanje verodostojnosti uverenja.
Uverenje mora biti dostavljeno u okviru perioda važnosti koji je naveden u važećim propisima o poreklu. Povrh toga, uobičajeno je da se dostavi u vreme uvoza kako bi mogao da se podnese zahtev za povlašćeni tretman. Međutim, mnogi sporazumi prihvataju retroaktivno izdavanje uverenja o poreklu i mogućnost povraćaja carine. Ovo olakšano pravilo se primenjuje ako u vreme uvoza, iz nekog opravdanog razloga, uvoznik nije podneo zahtev za povlašćenu tarifu.
U slučaju da carinski organi ostanu u nedoumici, uprkos tome što nema znakova propusta na samom uverenju o poreklu, oni mogu tražiti da fizički provere uvezena dobra. Povrh toga, carinski organi mogu kontaktirati organe nadležne za izdavanje u zemlji izvoznici da utvrde bilo koju informaciju koju smatraju neophodnom pre nego što donesu odluku.

### Organi nadležni za izdavanje i kontrolu
Domaće institucije su one koje se direktno bave izdavanjem i proverom pravila o poreklu. Razlikuju se od zemlje do zemlje i zavise od posebnog sporazuma pod kojim je dostava razvrstana. Na primer, za dobra izvezena iz zemlje izvoznice u zemlju uvoznicu pod nepovlašćenim režimom, uverenje o poreklu moze potvrditi Privredna komora, ali ako se tim dobrima trguje pod sporazumom o slobodnoj trgovini, organ nadležna za izdavanje može biti jedna agencija Ministarstva trgovine.
Pod normalnim uslovima, organ nadležan za izdavanje može biti jedna od sledećih institucija:
- Privredna komora
- Carinski organi
- ostali državni organi ili agencije određene sporazumom, uobičajeno pripadaju Ministarstvu trgovine.

U većini slučajeva gde su organi nadležni za kontrolu navedeni, to su carinski organi zemlje uvoznice. Razlog je to što pravila o poreklu moraju proći kontrolu u zemlji uvoznici kako bi moglo biti utvrđeno da li su dobra podesna za povlašćeni tretman ili ne.

## Tipovi, obrasci i formati uverenja o poreklu robe

### Tipovi uverenja o poreklu robe
U suštini, zbog toga što pravila o poreklu mogu biti uspostavljena u svrhe povlašćenja ili nepovlašćenja, uverenja o poreklu takođe mogu biti raspodeljena u dva tipa: povlašćeni i nepovlašćeni.

#### Nepovlašćeno uverenje o poreklu
Nepovlašćeno uverenje o poreklu je oblik uverenja koja se izdaje sa ciljem da bude u skladu sa nepovlašćenim pravilima o poreklu. Ovaj tip uverenja potvrđuje zemlju porekla proizvoda ne dozvoljavajući da ima pravo na povlašćene tarife pod režimom povlašćene trgovine. Preciznije, nepovlašćeno uverenje o poreklu se koristi u WTO okviru načela najpovlašćenije nacije kao što je navedeno u članu 1.2 Sporazuma o pravilima porekla.
Reči „povlašćen“ i ‚‚nepovlašćen“ u Sporazumu uzrokuju određene zabune. U kontekstu WTO-a,režim povlašćene trgovine pokriva sporazume o slobodnoj trgovini i ostale nezavisne povlašćene režime, kao što je Opšti sistem preferenci. Prema tome, iako MFN tarife mogu biti povoljnije u odnosu na one koje se primenjuju na robu koja vodi poreklo iz zemalja koje nisu članice WTO, one se smatraju ‚‚nepovlašćenim „ jer se primenjuju na sve članice na isti način, bez diskriminacije. Šta više, kako sada trgovina u okviru WTO čini gotovo celokupnu svetsku trgovinu, transakcije sa zemljama izvan WTO-a imaju zanemarljivu vrednost. Ovo je razlog zašto u poslednje vreme veoma mali broj WTO članica i dalje zahteva podnošenje nepovlašćenog uverenja o poreklu da bi se primenile MFN tarife, već ih primenjuju odmah.
Međutim, nepovlašćeno uverenje o poreklu ostaje bitno u par slučajeva. Nepovlašćena pravila o poreklu će biti primenjena na proizvode koji vode poreklo iz zemalja koje podležu trgovinskim rešenjima, tako da ova forma može biti neophodna u takvim slučajevima. U vreme trgovinskih ratova, uverenje o poreklu koje pokazuje da proizvod ne vodi poreklo iz zemlje pod sankcijama može takođe biti traženo da bi dobra mogla da uđu u zemlju koja je uvela sankcije. Povrh toga, ponekada je poreklo dobra samo po sebi dokaz kvaliteta i prestiža, tako da može biti korisno nabaviti ga, iako ne pomaže trgovcima da dobiju tretman povlašćenih tarifa.

#### Povlašćeno uverenje o poreklu
Povlašćeno uverenje o poreklu je dokument koji potvrđuje da je roba neke pošiljke određenog porekla prema definicijama određenog bilateralnog ili multilateralnog sporazuma o slobodnoj trgovini. Ovo uverenje uglavnom zahtevaju carinske vlasti zemlje uvoznice koje odlučuju da li bi uvezena roba trebala da ima koristi od povlašćenog tretmana koji je dozvoljen prema važećem sporazumu.
Za razliku od neovlašćenog uverenja o poreklu koji često u svom naslovu sadrži samo zemlju porekla, ovlašćeno uverenje na vrhu dokumenta sadrži i naziv sporazuma o trgovini pod kojim se izdaje.

Za razliku od neovlašćenog uverenja o poreklu, ovlašćeno ima veću korist u praksi zato što omogućava određene povlastice van MFN tretmana.
Dakle, u većini slučajeva kada se govori o uverenju o poreklu, misli se na ovlašćeno uverenje. Sledeći odeljci koji se odnose na obrasce i formate će razjasniti raznolikost ovog tipa uverenja o poreklu.

### Obrasci uverenja o poreklu
Poliferacijom trgovinskog uverenja, razne varijacije obrasca uverenja o poreklu su se koristile u međunarodnoj trgovini. Iako svaka zemlja uglavnom pruža jedan obrazac neovlašćenog ugovora o poreklu ( ili uopšte ne pruža obrazac ), obrazac ovlašćenog se razlikuje u zavisnosti od trgovinskog sporazuma. To znači da što više trgovinskih sporazuma postoji u jednoj zemlji, to je trgovcima potrebno više obrazaca ovlašćenog uverenja o poreklu.

Da bi trgovci mogli da zahtevaju povlastice prema određenom trgovinskom sporazumu, neophodno je da koriste tačno određen obrazac uverenja o poreklu namenjen za taj sporazum. Ako uzmemo Vijetnam kao primer, vijetnamski izvoznik će podneti zahtev za ovlašćeno uverenje o poreklu Obrazac A za GSP potrebe, Obrazac D ako se izvozi u drugu zemlju ASEAN-a, Obrazac E ako se izvozi u Kinu u skladu sa trgovinskim sporazumom ASEAN-Kina, Obrazac AK ako se izvozi u Kinu pod trgovinskim sporazumom ASEAN-Koreja itd. U posebnim slučajevima, ako je je Vijetnamskom izvozniku trgovinski partner Japanski uvoznik, on će morati da izabere Obrazac A (GSP), Obrazac AJ (ASEAN-Japan) ili Obrazac VJ (Vijetnam-Japan), u zavisnosti od povlašćenog sporazuma kojeg želi da se pridržava.

Međutim, virtuelno svi obrasci uverenja o poreklu imaju sličnu formu, sadrže polja koja treba popuniti i koja obuhvataju zemlju porekla, ime i adresu pošiljaoca, ime i adresu primaoca, detalje transporta, opis proizvoda i količinu, pečat i potpis izdavaoca, ako je potrebno ovlašćeno uverenje. Osim toga, neke zemlje i trgovinski blokovi su uložili napore kako bi smanjili raznovrsnost obrazaca uverenja o poreklu. Na primer, potvrda o kretanju EUR. 1 ( poznata i kao EUR. 1 uverenje ili EUR. 1) priznata je kao uverenje o poreklu u raznim bilateralnim i multilateralnim trgovinskim sporazumima panevropskog sistema preferencijala.

### Formati uverenja o poreklu robe

#### Uverenje o poreklu robe u pisanoj formi
Najpopularniji oblik uverenja o poreklu je obrazac u pisanoj formi. Ovi obrasci se najčešće koriste, jer u većini slučajeva moraju sadržati potpise i pečate izvoznika ili proizvođača, kao i one nadležnih organa. Povrh toga, i dalje je potrebno vreme da bi provera i prihvatanje elektronskih dokumenata bila prihvaćena širom sveta, tako da ukidanje obrasca u pisanoj formi u nekoj skorijoj budućnosti je zaista nemoguće. 

Iako sve više trgovinskih sporazuma dozvoljava trgovcima da sami štampaju uverenja, najčešće se koriste ona uverenja koja je nadležni organ unapred odštampao i prodao ili dostavio podnosiocima prijava. Na primer, kada je u pitanju Sporazum o slobodnoj trgovini između Tajlanda i Indije, neophodno je da uverenje o poreklu bude odštampano na poseban način, što znači da ga trgovac ne može sam odštampati: 

Pravilo br. 7
(a)	Uverenje o poreklu važi 12 meseci od njegovog izdavanja.
(b)	 Uverenje o poreklu mora biti na papiru formata ISO A4 u :skladu sa uzorkom prikazanim u prilogu.
1.	On će biti prikazan na engleskom jeziku.
(c)	Uverenje o poreklu sadrži jedan originalni primerak i tri (3) kopije sledećih boja:
Originalni primerak – Plava
Duplikat – Bela
Trostruka kopija – Bela
Četvorostruka kopija - Bela
(d)	Svako Uverenje o poreklu će imati upisan unikatni broj i referentni broj koji se posebno daje u zavisnosti od mesta ili ureda izdavanja.
(e)	Originalni primerak, zajedno sa trostrukom kopijom, izvoznik šalje uvozniku radi dostavljanja originalnog primerka carinskoj upravi u luci ili mestu uvoza. Duplikat će zadržati organ koji je izdao dokument u zemlji koja izvozi. Uvoznik zadržava trostruku kupiju, a izvoznik zadržava četvorostruku kopiju.

#### Elektronsko uverenje o poreklu robe
Kako se svake godine izdaju milioni potvrda, i kako bi se išlo u korak sa napretkom elektronskog poslovanja, uvedeno je elektronsko uverenje o poreklu robe ili eng. „e-CO“. Elektronska uverenja o poreklu robe nisu samo osmišljena da olakšaju i obezbede trgovinsko okruženje, nego i da uštede vreme, smanje troškove i povećaju transparentnost.

U poslednjih nekoliko godina, nacionalne i regionalne privredne komore su razvile nekoliko e-CO platformi. Očekuje se rast upotrebe elektronskih uverenja o poreklu robe imajući u vidu podršku i poslovnog udruženja i uređivača politike. Posebno, na snagu stupa sporazum o trgovinskim olakšicama STO-a, uvodeći novi pokazatelj upotrebe elektronskih dokumenata, uključujući i uverenje o poreklu robe. Članak 10.2 sporazuma navodi sledeće:

2. Prihvatanje kopija
2.1. Svaka članica će, gde je to moguće, nastojati da prihvati papirnu ili elektronsku kopiju prateće dokumentacije potrebne za uvozne, izvozne i tranzitne formalnosti.
2.2. U slučajevima gde vladina agencija članice već poseduje original ovakvog dokumenta, bilo koja druga agencija članice će prihvatiti papirnu ili elektronsku kopiju, gde je to moguće, od agencije koja poseduje original in lieu originalnog dokumenta.
2.3. Članice neće tražiti original ili kopiju izvoznih deklaracija podnetih upravi carina članice izvoznice kao uslov za uvoz.

Neke međunarodne organizacije se trude da olakšaju proces overavanja i provere uverenja o poreklu robe. Ono što sledi su neke od najznačajnijih inicijativa:

## Facilitator pravila o poreklu robe
U saradnji sa SCO (Svetska carinska organizacija) i STO (Svetska trgovinska organizacija), Međunarodni trgovinski centar predstavlja Facilitator pravila o poreklu robe, koji omogućava besplatan pristup prilagođen korisniku, MTC-ovoj bazi podataka, koja sadrži pravila o poreklu i dokumentaciju vezanu za poreklo u stotinu trgovinskih sporazuma. Facilitator je takođe kombinovan sa ogromnim bazama podataka carinskih i trgovinskih sporazuma koji su izgrađeni i neprekidno održavani od strane Mapa pristupa tržištu MTC-a od 2006, što je rezultiralo u jedinstveno tržište, omogućujući kompanijama, posebno onima iz zemalja u razvoju, da se koriste trgovinskim sporazumima širom sveta. Facilitator trenutno sadrži podatke za više od 150 slobodnih trgovinskih sporazuma sklopljenih od strane više od 190 država kao i nepovlašćenih režima EU, USA i Švajcarske. Baza podataka se postepeno proširuje sa krajnjim ciljem da obuhvati preko 400 slobodnih trgovinskih sporazuma i povlašćenih šema koje su trenutno aktivne u svetu.
Facilitator pravila o poreklu robe teži da pomogne malim i srednjim preduzećima da povećaju trgovinu, koristeći prednost globalnih trgovinskih prilika u obliku niskih stopa carina po trgovinskim sporazumima. Alatku takođe mogu koristiti uređivači politike, trgovinski pregovarači, ekonomisti kao i bilo koji drugi korisnici. Svaki korisnik može jednostao da pretraži informaciju o kriterijumu porekla, druge odredbe porekla i trgovinsku dokumentaciju unošenjem HS oznake proizvoda.
Pored njegove jedinstvene karakteristike pretraživanja, Facilitator dozvoljava trgovcima da imaju besplatan i direktan pristup hiljadama zakonitih dokumentacija, uključujući stotine obrazaca uverenja o poreklu robe. Korisnik može jednostavno da preuzme formu koja mu treba za izvesnu transakciju i popuni neophodne informacije za podnošenje. Još, ceo glosar opštih mera, ukljućujući one povezane sa overavanjem i proveravanjem uverenja o poreklu robe, je kreiran da pomogne korisnicima da se naviknu na komplikovane izraze i pojmove.

## Uverenje o poreklu lanca akreditovanja
Formulacija trgovinske komore kao izdavačke agencije za uverenja o poreklu robe (UPR) moze se pratiti od 1923, Ženevska konvencija vezano za Pojednostavljenje carinskih formalnosti, pojačano sa revidiranom Konvencijom iz Kjota. Pod ovim sporazumima, vlade potpisnice su mogle da dozvole organizacijama "koje poseduju neophodni autoritet i pružaju neophodne garancije" državi, da izdaju uverenje o poreklu robe. Tako zbog široko rasprostranjene mreže trgovačke komore izdavačke zajednice, u većini zemalja, trgovačke komore su viđene kao organizacije kojima je dozvoljeno da izdaju uverenja o poreklu robe.
Od 1923, vlade su poveravale izdavanje uverenja o poreklu robe trgovinskoj komori. Komore su smatrane za sposobne organizacije i cenjene kao odgovorno i pouzdano treće lice, koje je neutralno i nepristrasno. Uviđajući nedostatak usaglašnosti u izdavanju uverenja o poreklu širom sveta, Međunarodna privredna komora, Savet federacija komora sveta je na Međunarodnom uverenju o poreklu robe postigla da se poveća i unapredi jedinstven položaj komora kao prirodni agent u izdavanju trgovinskih dokumenata. Federacija je takođe obezbedila univerzalan skup direktiva za izdavanje i dokazivanje uverenja od komora širom sveta.
- Međunarodna trgovina

1. ↑  „Specific Annex K, Kyoto Convention”. WCO. Приступљено 20. 2. 2019.
2. ↑  „NAFTA Certificate of Origin (self-certification)” (PDF). CBP. Архивирано из оригинала (PDF) 16. 10. 2018. г. Приступљено 20. 2. 2019.
3. 1 2  „Certificates of Origin”. ICC. Приступљено 20. 2. 2019.
4. ↑  „Chile-Thailand Rules of Origin” (PDF). SICE. Приступљено 20. 2. 2019.
5. ↑  „Rules of Origin Facilitator Glossary - 'Error'”. ITC. Архивирано из оригинала 22. 02. 2019. г. Приступљено 21. 2. 2019.
6. ↑  „Rules of Origin Facilitator Glossary - 'Refund of excess duties'”. ITC. Архивирано из оригинала 21. 02. 2019. г. Приступљено 21. 2. 2019.
7. ↑  „Agreement on Rules of Origin”. WTO. Приступљено 21. 2. 2019.
8. ↑  „Introduction - European Commission”. ec.europa.eu. Приступљено 8. 5. 2019.
9. ↑  „Specimen of EUR. 1 Certificate” (PDF). EU Commission. Архивирано из оригинала (PDF) 23. 11. 2018. г. Приступљено 8. 5. 2019.
10. ↑  „Interim Rules of Origin for Preferential Tariff Concessions for Trade between India and Thailand”. CBIC. Приступљено 8. 5. 2019.
11. ↑  „Electronic Certificate of Origin”. www.sicc.com.sg. Архивирано из оригинала 09. 05. 2015. г. Приступљено 5. 6. 2015.
12. ↑  „Certificates of Origin”. www.gachamber.com. Архивирано из оригинала 16. 5. 2015. г. Приступљено 5. 6. 2015.
13. ↑  „Electronic Certificates of Origin”. www.greaterphilachamber.com. Архивирано из оригинала 27. 05. 2015. г. Приступљено 5. 6. 2015.
14. ↑  „Certificates of Origin and Attestations Procedures”. www.sharjah.gov.ae. Архивирано из оригинала 29. 05. 2015. г. Приступљено 5. 6. 2015.
15. ↑  „Trade Facilitation Agreement”. WTO. Приступљено 21. 2. 2019.
16. ↑  „Rules of Origin Facilitator”. ITC. Приступљено 14. 2. 2019.
17. ↑  „Rules of Origin Facilitator Glossary”. ITC. Приступљено 21. 2. 2019.
18. ↑  „What is a Certificate of Origin? | Certificates of Origin | Trade Facilitation | Chamber Services | ICC - International Chamber of Commerce”. www.iccwbo.org. Архивирано из оригинала 23. 5. 2015. г. Приступљено 4. 6. 2015.
19. ↑  „International Certificate of Origin Guidelines”. ICC. Архивирано из оригинала 25. 03. 2019. г. Приступљено 15. 2. 2019.

- Rules of Origin Facilitator,Facilitator pravila o poreklu robe, besplatan onlajn alat koji omogućava preduzećima da traže odredbe i dokumentaciju o poreklu.
- Market Access Map,onlajn baza podataka o carinskim tarifama i zahtevima tržišta.
- World Trends in Preferential Origin Certification and Verification,
- World Chambers Federation
- ICC WCF International Certificate of Origin Guidelines
- International Chamber of Commerce
- World Customs Organization
- WTO's Agreement on Rules of Origin